# Tritonoturris cumingii
Tritonoturris cumingii is een slakkensoort uit de familie van de Raphitomidae. De wetenschappelijke naam van de soort is voor het eerst geldig gepubliceerd in 1835 door Powys.